# بن ۱۰: محافظ زمین
بن ۱۰: محافظ زمین (به انگلیسی: Ben 10: Protector of Earth) یک بازی ویدئویی است که بر اساس مجموعهٔ تلویزیونی پویانمایی بن ۱۰، ساخت آمریکا، ساخته شده است. این نخستین بازی بن ۱۰ است که برای پی‌اس‌۲، پی‌اس‌پی ، ایکس باکس ۳۶۰، نینتندو دی‌اس و نینتندو وی ساخته شده و در اکتبر و نوامبر ۲۰۰۷ منتشر شده است. بازخورد منتقدان نسبت به این بازی متوسط بود و امتیازی در حدود ۶٫۸ از ۱۰ دریافت کرد.